# Últimos momentos de Fernando IV el Emplazado
Últimos momentos de Fernando IV el Emplazado (« Derniers instants de Ferdinand IV l'Ajourné ») est une peinture réalisée par José Casado del Alisal en 1860.
Elle représente les légendaires derniers instants du roi Ferdinand IV de Castille, qui est mort dans la ville de Jaén le 7 septembre 1312, soit 30 jours après la mort des frères Carvajal, que le roi a injustement fait exécuter, et qui l'ont convoqué devant Dieu 30 jours après leur mort.
Casado del Alisal a gagné pour cette œuvre une médaille de première classe à l'Exposition nationale des beaux-arts de 1860.
La même année, l'État espagnol acquiert l'œuvre. La toile appartient à la collection du musée du Prado, mais est conservée et exposée au palais du Sénat depuis 1881, tandis qu'une esquisse du tableau est conservée au sein du Conseil provincial de Palencia.

## Histoire du tableau
José Casado del Alisal présente ce tableau à l'Exposition nationale des beaux-arts de 1860 avec deux autres œuvres, Un prisionero (« Un prisonnier ») et Semíramis en el Infierno del Dante (« Sémiramis dans l'Enfer de Dante ») ; il est récompensé d'une des cinq médailles de première classe décernées lors de cette exposition,.
La même année, l'État espagnol acquiert le tableau pour 45 000 réaux via la Real cédula du 20 décembre 1860, et est destinée au musée du Prado, à la suite de nombreuses critiques élogieuses.
En 1862, le tableau est présenté à l'Exposition universelle de 1862 et revient en Espagne l'année suivante.
En 1876, la toile Últimos momentos de Fernando IV el Emplazado est montrée dans une exposition organisée dans la Galerie des beaux-arts de Philadelphie et par Real cédula du 8 janvier 1881, le tableau est cédé par le musée du Prado au Sénat espagnol, qui le conserve depuis au palais du Sénat.
Le tableau est exposé en 1892 dans la section « Histoire de la peinture » de l'Exposition nationale des beaux-arts d'Espagne de cette année, avec d'autres tableaux historiques réalisés par Antonio Gisbert, Eduardo Cano et Francisco Pradilla, notamment.
Cette œuvre a par ailleurs été reproduite en gravure par les revues El Museo Universal en 1860, par El Museo Literario en 1865 puis par La Ilustración de España en 1886.

## Contexte historique

### Règne de Ferdinand IV de Castille

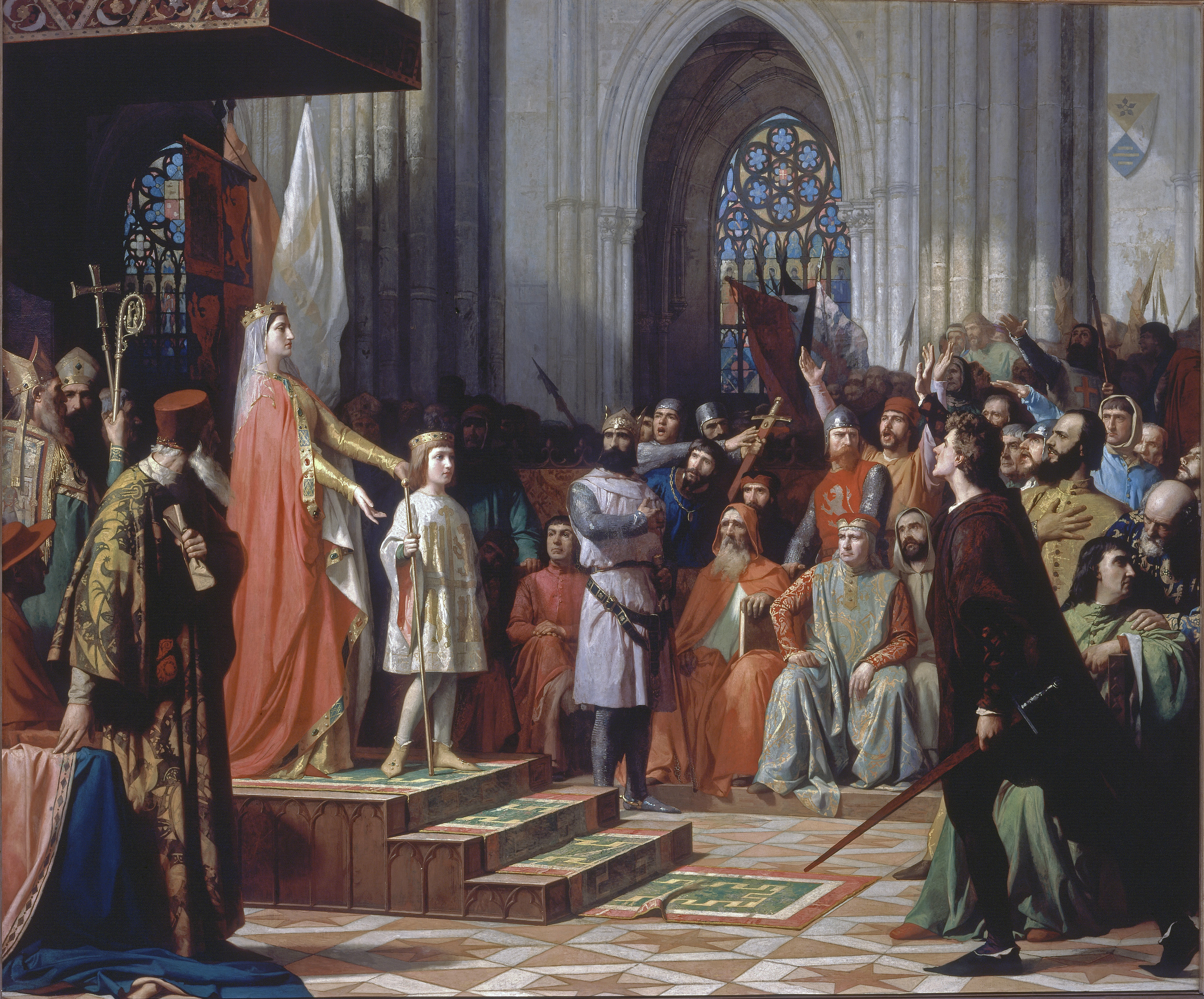
'. Huile sur toile d'Antonio Gisbert (1863, Congrès des députés).

Ferdinand IV hérite du trône de Castille à la mort de son père, Sanche IV de Castille, en 1295. Quand il monte sur le trône, il n'a que de 9 ans, alors pendant sa minorité, son éducation et sa garde son confiées à sa mère, la reine régente María de Molina, tandis que son tuteur est l'infant Henri de Castille le Sénateur, fils de Ferdinand III de Castille, comme accordé lors des Cortes de Valladolid (1295).
Pendant la minorité de Ferdinand IV, ainsi que plus tard lors de son règne, sa mère essaye de mettre fin à la noblesse et affronte les ennemis de son fils ; elle empêche à plusieurs reprises que celui-ci soit détrôné. Pendant son règne, Ferdinand doit faire face à l'insubordination de la noblesse, plusieurs fois menée par son oncle, l'infant Juan de Castilla el de Tarifa (es) et par Juan Núñez II de Lara (es), seigneur de la maison de Lara, parfois soutenus par le magnat Don Juan Manuel, petit-fils de Ferdinand III. Comme ses prédécesseurs, Ferdinand IV continue l'entreprise de Reconquista et, bien qu'échouant dans sa tentative de conquérir Algeciras (es) en 1309, il parvient à prendre Gibraltar la même année puis Alcaudete en 1312.
Lors des Cortes de Valladolid, le roi lance la réforme de l'administration de la justice, ainsi que de toutes les formes d'administration, en même temps qu'il cherche à renforcer l'autorité de la Couronne au détriment de l'autorité nobiliaire.

### Mort et légende
Ferdinand IV meurt le 7 septembre 1312 à Jaén de façon inattendue : l'histoire et la légende se rejoignent inéluctablement concernant les circonstances de la mort du monarque, qui reçoit son surnom en conséquence. Les chroniques de l'époque indiquent que, le roi étant à Palencia, il est informé de la mort du chevalier Juan de Benavides, son favori, assassiné par deux hommes ; on détermine que les auteurs du crime sont les frères Juan et Pedro Carvajal, chevaliers de l'Ordre de Calatrava,.
Plus tard, après une visite à Jaén, Ferdinand IV se dirige vers la commune de Martos : les frères Carvajal se trouvant là-bas, le roi les condamne à mort. Selon la légende — il n'y a en effet aucune chronique de l'époque mentionnant cet épisode —, ils sont condamnés à être enfermés dans une cage en fer dont les bords sont couverts de pointes affilées vers l'intérieur, puis à jeter ces cages du sommet de la Peña de Martos. La sentence est appliquée le 7 août 1312,. Selon la Crónica de Fernando IV, dans la Chronique d'Alphonse XI et dans la Grande chronique d'Alphonse XI, les frères Carvajal, avant d'être exécutés, ont enjoint au roi de comparaître devant Dieu sous trente jours pour la mort injuste que le monarque leur avait donnée.

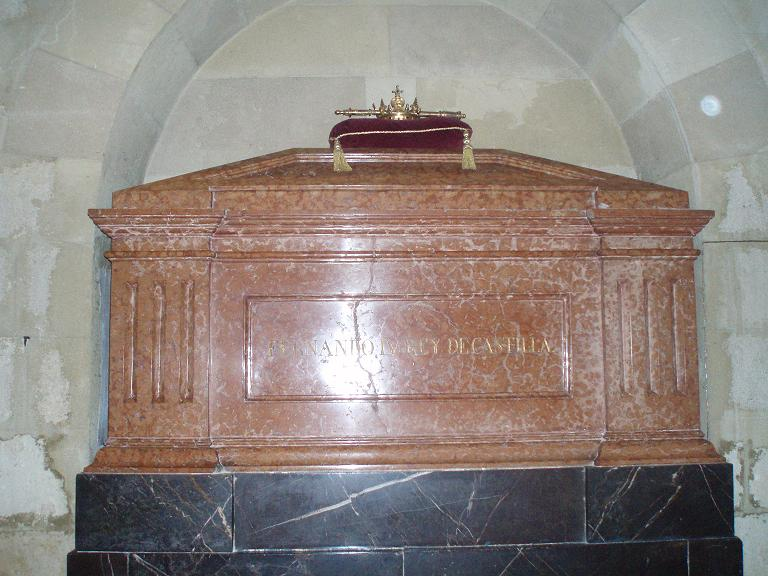
Tombe du roi Ferdinand IV de Castille à l'église de San Hipólito de Córdoba.

La Crónica de Fernando IV, écrite vers 1340, presque 30 ans après la mort du roi, relate la mort de Ferdinand IV dans le chapitre XVIII de l'œuvre et décrit la mort (quoique sans précision sur la façon dont ils ont été exécutés) des frères Carvajal, qui a eu lieu 30 jours avant celle du roi.
En effet, le roi Ferdinand IV meurt à Jaén le 7 septembre 1312, soit exactement trente jours après l'exécution des frères Carvajal,. C'est la raison pour laquelle son surnom, « l'Ajourné », lui est attribué.
Dans le chapitre III de la Chronique d'Alphonse XI, la mort de Ferdinand IV est décrite de la même manière que dans la Chronique de Ferdinand IV, et l'historien et archéologue de Palencia Francisco Simón y Nieto (es), fait lui remarquer en 1912 que la cause de la mort du roi a pu être dû à un thrombus coronaire, bien qu'il n'exclue pas d'autres causes comme une hémorragie cérébrale, un œdème du poumon, une angine de poitrine, un infarctus du myocarde, une embolie, une syncope.

## Description de l'œuvre

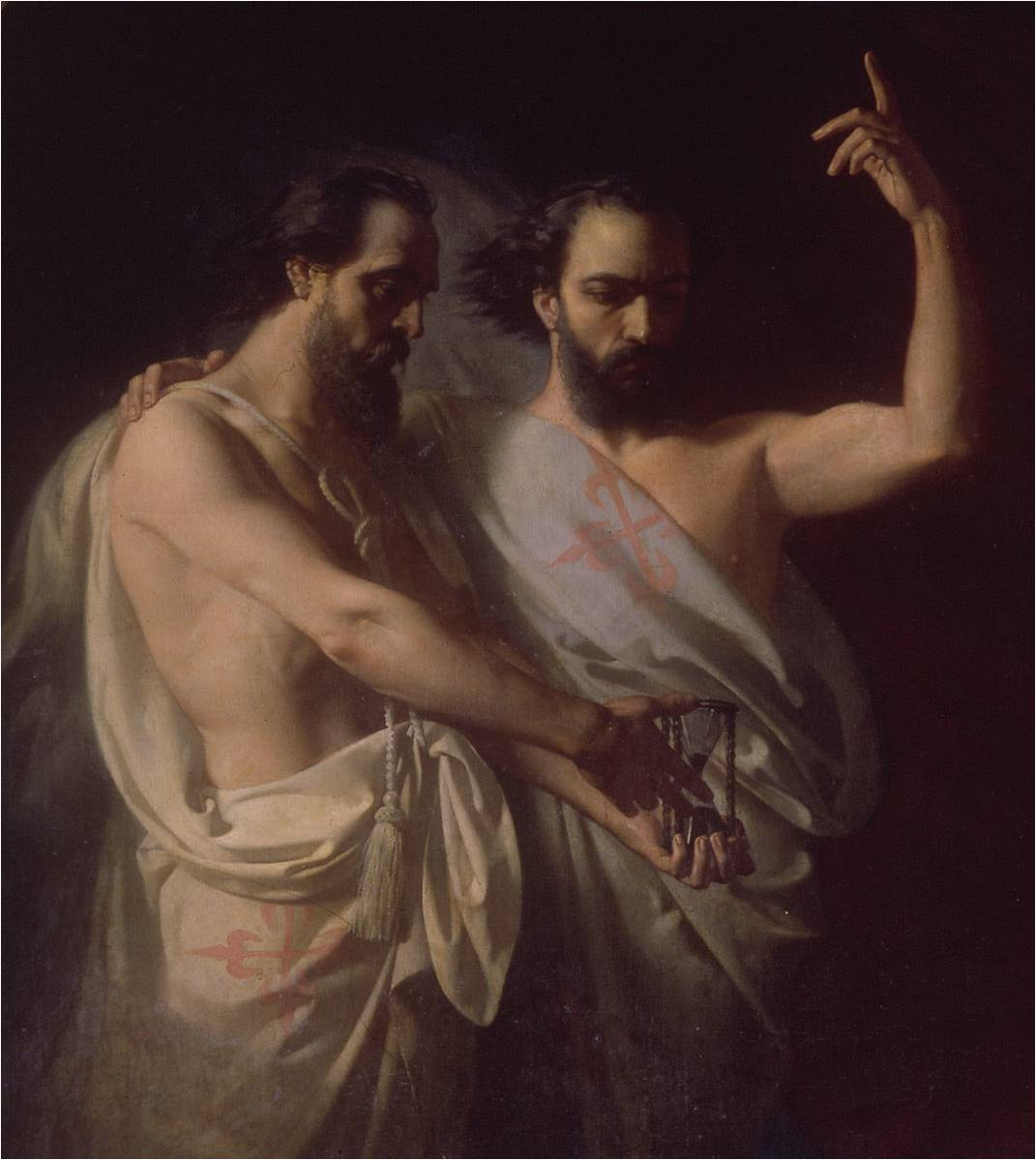
Détail. Les esprits des frères Carvajal.

La toile montre la chambre à coucher du roi Ferdinand IV, le soir du 7 septembre 1312. Y sont représentés le roi, couché sur son lit, et les esprits des frères Carvajal, debout face au roi. Ferdinand IV, qui avait 26 ans au moment de sa mort, est couché sur un lit en bois et apparaît vêtu d'une tunique rouge qui contraste avec la blancheur du coussin et du drap, ainsi qu'avec la couleur jaune du couvre-lit.
Le monarque porte une ceinture de laquelle pend son épée, décorée de l'écusson de Castilla y León (es), appuyé contre le meuble à côté du lit. Sur ce meuble, est tendu une toile rouge, où est posée la couronne du roi. Celui-ci est un peu redressé et montre des signes d'anxiété et de souffrance, qui, comme le signalent divers auteurs, présagent « un évanouissement imminent ».
Face au lit apparaissent les esprits des frères Carvajal, chevaliers de l'Ordre de Calatrava ; ils sont ensemble et portent les mêmes longues tuniques blanches qui pendent d'une de leurs épaules et sont décorées de la Croix de Calatrava (es). L'un des frères regarde le roi et, avec son bras levé vers en haut, montre le ciel, indiquant ainsi au monarque qu'il va bientôt mourir et être jugé par Dieu. L'autre frère regarde également le roi et lui montre un sablier, qu'il porte dans ses mains, rappelant ainsi que le délai de 30 jours avant sa comparution devant Dieu que les frères lui avaient donné est sur le point de finaliser.
Bien que les chroniques de l'époque rapportent que le roi Ferdinand IV s'était retiré pour dormir, Casado del Alisal peint le roi sans que celui-ci se soit enlevé la tunique rouge, les chaussures ou la ceinture. Cela démontre, selon plusieurs auteurs, que le roi est « vêtu pour mourir », étant donné que sans cela, l'impact visuel du tableau aurait été bien moindre. Par ailleurs, les peintres romantiques choisissaient souvent les derniers instants d'un personnage célèbre, afin d'introduire un « élément tragique » pour donner du volume à la biographie du personnage dont il est fait le portrait.

## Analyse et critique

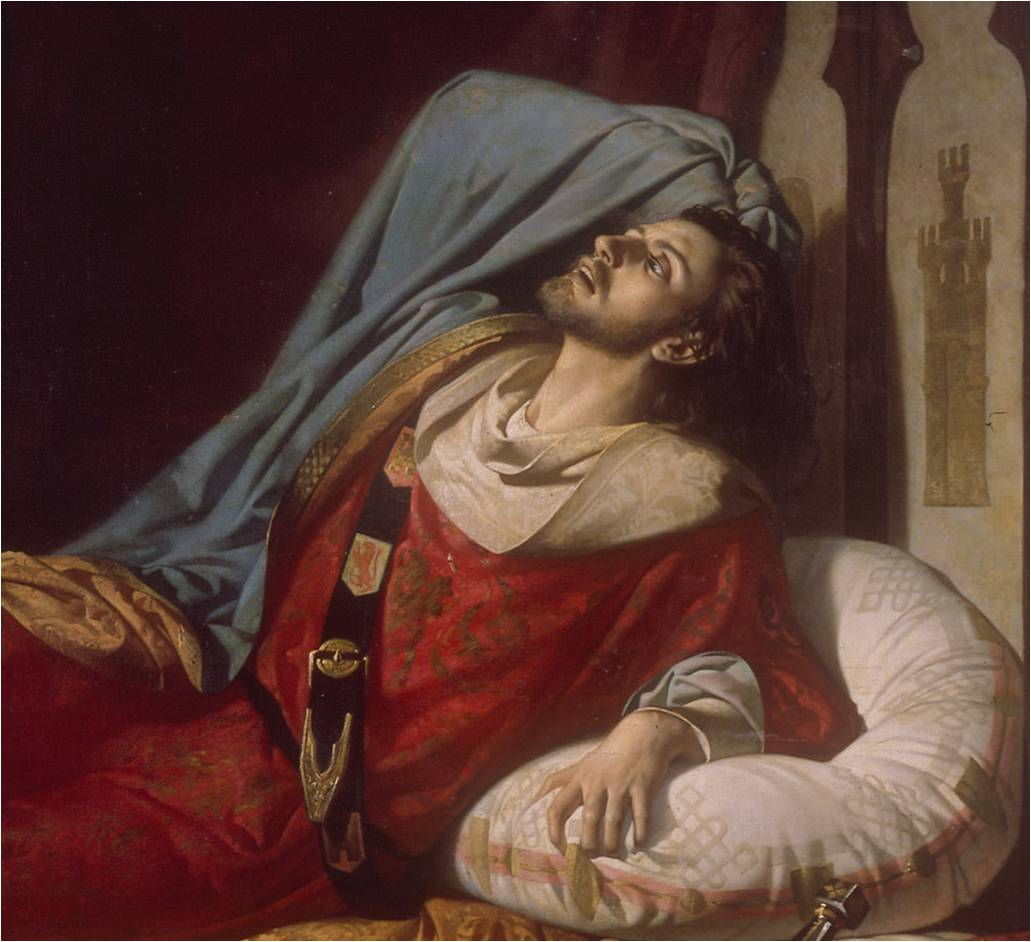
Détail. Le roi Ferdinand IV sur son lit de mort.

Cette œuvre est la première toile historique réalisée par Casado del Alisal, qui par la suite sera remarqué dans ce genre. La composition est simple et le plus notable sont les études anatomiques des frères Carvajal, bien élaborés quoiqu'excessivement rhétoriques et académiques, selon plusieurs critiques. Selon Rosa Pérez Morandeira, le peintre Vicente Palmaroli, qui a coïncidé avec Casado del Alisal à Rome, a posé comme modèle pour représenter l'un des frères, et l'image de Ferdinand IV est critiquée pour être excessivement tragique, à cause de l'expression de son visage et de la main gauche crispée. Un critique de l'époque a écrit le commentaire suivante :

« La composition est simple et comprend admirablement le sujet ; les draps sont parfaitement compris ; le nu des frères Carvajal l'est également, quant à leur expression, on peut dire qu'elle est sévère mais pas cruelle. On ne peut pas en dire autant de la figure du roi don Ferdinand ; il n'est pas réellement représenté sur son lit, mais dans sa tombe ; telle est l'expression que l'auteur a donné à son visage ; en plus, la couleur contribue à donner plus de corps à cette croyance ; car si par le dessin, le monarque est mort, par la couleur il est mort depuis longtemps. Ce défaut aurait dû être évité par monsieur Casado, d'autant plus que tout le monde le voit : les savants et les profanes. »

Últimos momentos de Fernando IV el Emplazado a occasionné diverses critiques en son temps. Certaines louaient les figures des frères Carvajal ainsi que la couleur et la combinaison chromatique qui révèlent l'influence de Federico de Madrazo par rapport au traitement des vêtements de Ferdinand IV et au lit sur lequel il repose ; mais d'autres déplorent la tragique expression du visage du roi et l'attitude convulsée du corps du monarque.